# قائمة الهجمات الصاروخية الفلسطينية على إسرائيل 2012
فيما يلي قائمة مفصلة بالهجمات الصاروخية الفلسطينية على إسرائيل في 2012. انطلقت الهجمات من قطاع غزة ما لم يذكر خلاف ذلك.
في المجمل، أطلق 2257 صاروخاً من قطاع غزة على إسرائيل في 2012.

## ملخص
يلخص الجدول التالي محتوى المقالة أدناه.
| الشهر   | عدد الصواريخ | عدد الصواريخ | أثر الصواريخ | أثر الصواريخ | الرد الإسرائيلي | الرد الإسرائيلي |
|         | صاروخ        | قذيفة هاون   | قتيل         | جريح         | قتيل            | جريح            |
| ------- | ------------ | ------------ | ------------ | ------------ | --------------- | --------------- |
| يناير   | 9            | 7            |              |              |                 |                 |
| فبراير  | 36           | 1            |              |              | 1               | 1               |
| مارس    | 173          | 19           |              | 14           | 26              |                 |
| أبريل   | 10           |              |              |              |                 |                 |
| مايو    | 3            |              |              |              |                 |                 |
| يونيو   | 83           | 11           |              | 1            |                 |                 |
| يوليو   | 18           | 9            |              | 1            |                 |                 |
| أغسطس   | 21           | 3            |              | 1            |                 |                 |
| سبتمبر  | 17           | 8            |              | 7            |                 |                 |
| أكتوبر  | 116          | 55           |              |              | 8               | 2               |
| نوفمبر  | 1734         | 83           | 6            | 45           | 6               | 51              |
| ديسمبر  | 1            |              |              |              |                 |                 |
| المجموع | 2,221        | 196          | 6            | 69           | 41              | 54              |

## يناير
وفقاً للموجز الشهري لجهاز الأمن العام الإسرائيلي، أطلق الفلسطينيون 9 صواريخ و7 قذائف هاون في 14 هجمة منفصلة على إسرائيل خلال الشهر.
1 يناير
أطلق الفلسطينيون قذيفتي هاون يحتويان على فوسفور على إشكول. سقطت القذيفتان على مناطق مكشوفة، دون أن تسبب إصابات أو أضرار. وتقدم مجلس إشكول الإقليمي بشكوى رسمبة إلى الأمم المتحدة، منوهاً أن اتفاقيات جنيف تحرم استخدام الفوسفور ضد المدنيين.
19 يناير
بعد الغروب، أطلق الفلسطينيون صاروخ قسام على شاعر النقب، دون وقوع إصابات أو أضرار.
21 يناير
خلال الليل، أطلق الفلسطينيون 3 قذائف هاون على إشكول، دون وقوع إصابات أو أضرار. رداً على ذلك، قصفت مروحية تابعة للقوات الجوية الإسرائيلية مجموعة من المسلحين في منطقة رفح، دون وقوع إصابات بينهم.
22 يناير
أطلق الفلسطينيون صاروخاً على إشكول، دون وقوع إصابات أو أضرار. رداً على هذا الهجوم والهجمات السابقة، نفذت إسرائيل غارات جوية على مصنع أسلحة وسط قطاع غزة، إلى جانب نفقين في شمال القطاع وآخر في جنوبه، دون وقوع إصابات.
24 يناير
في الظهيرة، أطلق الفلسطينيون صاروخين قسام على إشكول، دون وقوع إصابات أو أضرار.

## فبراير
وفقاً للموجز الشهري لجهاز الأمن العام الإسرائيلي، أطلق الفلسطينيون 36 صاروخاً وقذيفة هاون واحدة في 28 هجمة منفصلة على إسرائيل خلال الشهر.
1 فبراير
بين حوالي 6:30 و9:16 م، أطلق الفلسطينيون 8 صواريخ على شاعر النقب وحوف عسقلان، دون وقوع إصابات أو أضرار. وتم توجيه السكان المحليين بالتوجه إلى الملاجئ خلال 15 ثانية في حالة تجدد الهجمات. أعاقت الأجواء العاصفة فعالية أنظمة استشعار الصواريخ. في اليوم التالي، قصفت الطائرات الحربية الإسرائيلية 6 أهداف في غزة رداً على الهجمات الصاروخية السابقة، فقصفت منشأتين لتخزين الأسلحة و3 أنفاق ومنشأة لتصنيع الأسلحة.
6 فبراير
أطلق الفلسطينيون صاروخ قسام على شاعر النقب، دون وقوع أضرار أو إصابات. وانطلقت صافرات إنذار اللون الأحمر في المنطقة قبيل الانفجار.
10 فبراير
بعد الغروب، أطلق الفلسطينيون صاروخاً على حي في حوف عسقلان. انفجر الصاروخ بين منزلين، واخترقت بعض الشظايا المتناثرة منزلاً، كما أتلف الصاروخ عمود كهرباء مما أدى إلى انقطاع الكهرباء عن بعض المنازل. لم تقع إصابات نتيجة الحادث، ولم تنطلق صافرات الإنذار.
11 فبراير
أطلق الفلسطينيون صاروخاً على إشكول، دون وقوع إصابات أو أضرار. ردت إسرائيل على هذا الهجوم والهجوم السابق بغارات جوية على 3 أنفاق في شمال ووسط وجنوب قطاع غزة، إلى جانب منشأة تصنيع أسلحة شمال القطاع، مما أدى إلى مقتل مدني وجرح آخر.
15 فبراير
أطلق الفلسطينيون 5 صواريخ على إسرائيل. سقط صاروخان على مجلس سدوت النقب الإقليمي، وسقط آخران على مجلس حوف عسقلان الإقليمي، بينما سقط الخامس على مجلس إشكول الإقليمي. ولم تقع إصابات أو أضرار. رداً على ذلك، قصفت القوات الجوية الإسرائيلية هدفين في قطاع غزة، أحدهما موقع عسكري تابع لحركة حماس في مدينة غزة، والثاني موقع عسكري تابع لحركة الجهاد الإسلامي في مخيم النصيرات. وأدانت فرنسا كلاً من الهجمات الفلسطينية والردود الإسرائيلية.
17 فبراير
استغل الفلسطينيون الأجواء العاصفة، التي أعاقت أنظمة تحذير الصواريخ الإسرائيلية، وأطلقوا صاروخين على إسرائيل، سقط أحدهما على إشكول، بينما سقط الآخر على حوف عسقلان. لاحقاً، أطلق الفلسطينيون صاروخاً آخر على إشكول. لم تقع إصابات أو أضرار نتيجة أي من هذه الهجمات.
18 فبراير
مع استمرار الأجواء العاصفة، عند حوالي 11:30 ص، أطلق الفلسطينيون صاروخ غراد على بئر السبع، وسقط خارج المدينة. ودوت صافرات الإنذار في المدينة وفي بني شمعون، ودخل السكان الملاجئ.
أطلق الفلسطينيون لاحقاً صاروخاً نحو إسرائيل، إلا أنه انفجر على منزل داخل قطاع غزة، دون أن يتسبب في إصابات.
ردت إسرائيل على الهجمات الأخيرة بغارة جوية على موقع تصنيع أسلحة في قطاع غزة.
19 فبراير
بعد الغروب، أطلق الفلسطينيون صاروخين قسام على سدوت النقب، دون وقوع إصابات أو أضرار.
21 فبراير
بعد الغروب، أطلق الفلسطينيون قذيفة هاون على إشكول، دون وقوع إصابات أو أضرار.
23 فبراير
أطلق الفلسطينيون صاروخين قسام على شاعر النقب وإشكول، دون وقوع إصابات أو أضرار. وقال سكان إشكول إن صافرات الإنذار قد انطلقت قبل ثوانٍ فقط من انفجار الصاروخ ولم يتمكنوا من الوصول إلى الملاجئ في الوقت المناسب.
24 فبراير
عند حوالي 1 ص، أحبطت طائرة تابعة للقوات الجوية الإسرائيلية محاولة لإطلاق صواريخ على إسرائيل، مما أدى لإصابة اثنين من الفلسطينيين. عند حوالي 2:30 ص، أطلق الفلسطينيون صاروخين على مجلس إشكول الإقليمي، دون وقوع إصابات أو أضرار. ردت إسرائيل بغارات جوية على ما وصفتهما بهدفين إرهابيين شمال قطاع غزة.
25 فبراير
في المساء، أطلق الفلسطينيون صاروخين قسام على عسقلان، سقط أحدهم في منطقة مكشوفة داخل المدينة، بينما سقط الآخر في حوف عسقلان. بعد الغروب، سقط صاروخ قسام ثالث في إشكول. لم تقع إصابات أو أضرار نتيجة أي من هذه الهجمات. رداً على ذلك، استهدفت مركبة جوية تابعة للقوات الجوية الإسرائيلية موقع تصنيع الأسلحة ونفق تهريب جنوب قطاع غزة، دون وقوع إصابات.
26 فبراير
في الصباح، أطلق الفلسطينيون صاروخ قسام على إشكول، دون وقوع إصابات أو أضرار.
28 فبراير
أطلق الفلسطينيون صاروخاً على مجلس حوف عسقلان الإقليمي، دون وقوع إصابات أو أضرار. ودوت صافرات الإنذار في المنطقة.
أرسلت إسرائيل خطاب احتجاج مقتضب إلى الأمم المتحدة تقول فيه: "عشرة أيام، عشرة صواريخ ولا إدانة واحدة".

## مارس
في وسط مارس كان هناك تصاعد ملحوظ في الهجمات الصاروخية الفلسطينية على إسرائيل نتيجة الاشتباكات بين قطاع غزة وإسرائيل. وفقاً للموجز الشهري لجهاز الأمن العام الإسرائيلي، أطلق الفلسطينيون 173 صاروخاً و19 قذيفة هاون على إسرائيل في 156 هجمة منفصلة خلال الشهر. إلا أنه، وفقاً لتقرير آخر من نفس الجهة، أطلق الفلسطينيون خلال فترة الاشتباكات وحدها 281 صاروخاً على إسرائيل، منها 86 صاروخاً بعيد المدى.

### ما قبل اشتباكات غزة وإسرائيل
1 مارس
أطلق الفلسطينيون 3 صواريخ نحو عسقلان. وسقطت الصواريخ في حوف عسقلان، دون وقوع إصابات أو أضرار.
2 مارس
أطلق الفلسطينيون صاروخ قسام على إشكول، دون وقوع إصابات أو أضرار.
3 مارس
بعد الغروب، أطلق الفلسطينيون صاروخ قسام على إشكول، دون وقوع إصابات أو أضرار.
8 مارس
صباح عطلة عيد المساخر اليهودي، أطلق الفلسطينيون قذيفة هاون على إشكول، دون وقوع إصابات أو أضرار.

### اشتباكات غزة وإسرائيل وما بعدها
أطلق الفلسطينيون ما يزيد عن 300 صاروخاً وقذيفة هاون على إسرائيل. أصيب 3 مدنيين بشكل مباشر بالصواريخ، أحدهم بجروح خطيرة. بالإصافة إلى ذلك، أصيب 21 شخصاً بصدمة بينما أصيب 11 شخصاً أثناء التوجه إلى الملاجئ. وبلغ مجموع المصابين الإسرائيليين 23 شخصاً. اعترضت منظومة القبة الحديدية الدفاعية الإسرائيلية كثبراً من الصواريخ الفلسطينية التي استهدفت المدن الكبرى، حيث أسقطت 56 صاروخاً في 71 محاولة.
تبعت هذه الهجمات غارة جوية إسرائيلية على سيارة في تل الهوى غرب غزة أسفرت عن مقتل زهير القيسي، القيادي في ألوية الناصر صلاح الدين، الجناح العسكري للجان المقاومة الشعبية، ومحمود الحنني، أحد كبار القادة الميدانيين للجماعة. وكان القيسي أحد العقول المدبرة للعمليات التفجيرية في إيلات 2011، التي أودت بحياة 8 إسرائيليين، 6 منهم من المدنيين. وقالت مصادر عسكرية إسرائيلية أنه كان يدبر لهجوم كبير جديد كان سيحصد العديد من الأرواح.
لحماية الطلاب من الصواريخ، ألغي التدريس في مدارس كل من أسدود وعسقلان وبئر السبع ونتيفوت وكريات ملاخي وكريات جات، غديرا، يفنه، اللقية ومدن جنوبية أخرى، إلى جانب جامعة بن جوريون وكلية سامي شمعون للهندسة في بئر السبع وكلية عسقلان الأكاديمية. حظرت قيادة الجبهة الداخلية الإسرائيلية كل التجمعات الكبرى في المدن الإسرائيلية، ورفعت شرطة إسرائيل مستوى الاستعداد في البلاد.
ردت إسرائيل بغارات جوية على منشآت تخزين أسلحة ومواقع إطلاق صواريخ ومنشآت تصنيع أسلحة وقواعد تدريب وأنفاق ومسلحين، مما أدى لمقتل 22 مسلحاً معظمهم ينتمي إلى حركة الجهاد الإسلامي وآخرين يتبعون للجان المقاومة الشعبية، إلى جانب مقتل 4 مدنيين.
أدانت الولايات المتحدة وفرنسا وأحد مسؤولي الأمم المتحدة الهجمات الفلسطينية، وشددت الولايات المتحدة أن إسرائيل لديها حق الدفاع عن النفس. في المقابل أدانت منظمة التعاون الإسلامي وجامعة الدول العربية ومصر وسوريا وإيران الغارات الجوية الإسرائيلية.
وفيما يلي تفاصيل الهجمات:
9 مارس
- أطلق الفلسطينيون قذيفتي هاون على إشكول.[84]
- في أول المساء، اعترضت القبة الحديدية ما لا يقل عن 4 صواريخ غراد أطبثت على أسدودو غان يفنه وكريات ملاخي.[85]
- في وقت متأخر من المساء، أطلقت عدة صواريخ على بئر السبع، سقط بعضها في ضواحي المدينة، واعترضت القبة الحديدية صاروخاً على الأقل.[85]
- أطلقت 6 صواريخ قسام على شاعر النقب وسدوت النقب وإشكول.[86]

10 مارس
- في المساء، تسبب صاروخ أطلق على بئر السبع في تدمير مبنى وإطلاق صافرات الإنذار، وهرع السكان إلى الملاجئ. اعترضت القبة الحديدية صاروخاً ثانياً أطلق على المدينة.[87]
- أُطلق صاروخين على أسدود اعترضتهما القبة الحديدية[88]
- سقط صاروخ أُطلق باتجاه بئر السبع من شمال قطاع غزة في منطقة مكشوفة.[89]
- انفجر صاروخان إشكول.[90][91]
- انفجر صاروخ قرب سديروت، وانطلقت صافرات الإنذار في المنطقة.[92]
- انفجر صاروخ قسام في شاعر النقب.[93]
- اعترضت القبة الحديدية صاروخين أُطلقا على عسقلان.[94]
- انفجر صاروخان في إشكول.[95]
- انفجر صاروخ قرب نتيفوت، بينما سقط الآخر قرب سديروت.[96]
- قبيل الساعة 2 م, انفجر قسام في مزرعة في إشكول.[97]
- أصاب صاروخان شاعر النقب في غضون ساعة.[98]
- أصاب صاروخان إشكول.[99]
- أُطلق صاروخين على أسدود اعترضتهما القبة الحديدية، وانطلقت صافرات الإنذار في المدينة.[100]
- بعد الغروب، سقطت شظايا صاروخ اعترضته القبة الحديدية فوق عسقلان على منزل في المدينة.[101]
- سقط صاروخ قرب منشأة زراعية في بئر طوفيا.[102]
- أصاب صاروخ قسام إسطبلاً قرب كريات ملاخي، مما أدى إلى مقتل حصان.[103]
- أطلق صاروخين غراد على عسقلان.[102]
- انفجرت 5 صواريخ في مناطق مكشوفة في إشكول.[104]

11 مارس
أطلق الفلسطينيون ما لا يقل عن 39 صاروخاً على إسرائيل.
- في الصباح، أطلق صاروخان على إسرائيل، أحدهما على إشكول والآخر على عسقلان.[106]
- في وقت لاحق من الصباح، أطلقت عدة صواريخ على أسدود، اعترضت القبة الحديدية واحداً منها على الأقل.[107]
- سقطت شظايا صاروخ أطلق على بئر السبع اعترضته القبة الحديدية، مما تسبب في إتلاف مركبة وأنبوب صرف صحي، وأصيب عدد من السكان بالصدمة.[108]
- أصاب صاروخ مدرسة في بئر السبع،[109] وانجر في فنائها مما أدى إلى تضرر حوائطها الخارجية وانقطاع الهاتف الأرضي عن أجزاء من الحي.[110] سقط صاروخ آخر في قلب حي سكني في المدينة، متسبباً في تضرر 15 منزلاً وإصابة عدد من السكان بصدمة.[111]
- أطلق صاروخان على أوفاكيم.[112]
- انفجرت 3 صواريخ قسام في إشكول.[113]
- اعترضت القبة الحديدية صاروخين أُطلقا على عسقلان.[114]
- سقط صاروخا قسام على إشكول.[115]
- في وقت متأخر من المساء، أُطلقت 4 صواريخ غراد على عسقلان، اعترضت القبة الحديدية بعضاً منها[116][117]

12 مارس
أطلق الفلسطينيون 42 صاروخاً على إسرائيل.
- خلال الليل، أطلقت 7 صواريخ قسام على إشكول، سقط أحدها على قرية وألحق أضرارًا بالعديد من المنازل والمركبات.[119][120][121]
- في الصباح، أطلقت 3 صواريخ على بئر السبع، اعترضت القبة الحديدية أحدها بينما سقط الآخران خارج المدينة، وانطلقت صافرات الإنذار في المدينة.[122]
- في الصباح، اعترضت القبة الحديدية 5 صواريخ أطلقت على أسدود. سقط صاروخ واحد آخر على الأقل بالقرب من المدينة، وانطلقت صافرات الإنذار في المدينة والمناطق المحيطة بها.[123][124]
- تضررت شاحنتان كانتا تنقلان بضائع من إسرائيل إلى قطاع غزة بقذائف هاون على الجانب الفلسطيني من معبر كرم أبو سالم الحدودي.[125]
- سقط صاروخ قسام في إشكول.[126]
- سقط صاروخين قسام على شاعر النقب.[127]
- عند حوالي 1 م، انفجر صاروخين غراد قرب بئر السبع، وانطلقت صافرات الإنذار في المدينة.[128]
- حوالي 1:30 م، انفجر صاروخ قسام أطلق من شمال قطاع غزة في إشكول.[129]
- حوالي 1:30 م، سقط صاروخ أو اثنين قرب غديرا، مما أدى إلى تضرر مركبتين وإصابة عدة أشخاص بصدمة.[130][131]
- حوالي 2:30 م، انفجرت 3 صواريخ في إشكول.[132]
- حوالي 2:30 م، انفجر صاروخ في أسدود، مما أدى إلى إصابة اثنين بشظايا وإصابة عدة أشخاص بصدمة، كما تضررت مخازن ومركبة.[133][134] أُطلق صاروخان آخران على المدينة اعترضتهما القبة الحديدية.[135]
- حوالي 4:30 م، انفجر صاروخ قرب أوفاكيم.[136]
- حوالي 5 م، اعترضت القبة الحديدية صاروخا أُطلق على أسدود.[137]
- حوالي 6:30 م، انفجر صاروخان في إشكول.[138]
- حوالي 8 م، اعترضت القبة الحديدية صاروخين أُطلقا على عسقلان، بينما سقط صاروخ ثالث على منطقة مكشوفة.[139] ودوت صافرات الإنذار في المدينة.[140]
- حوالي 9 م، أطلقت قذيفتي هاون على إسرائيل.[141]
- حوالي 10 م، انفجر صاروخ قسام في إشكول.[142]

13 مارس

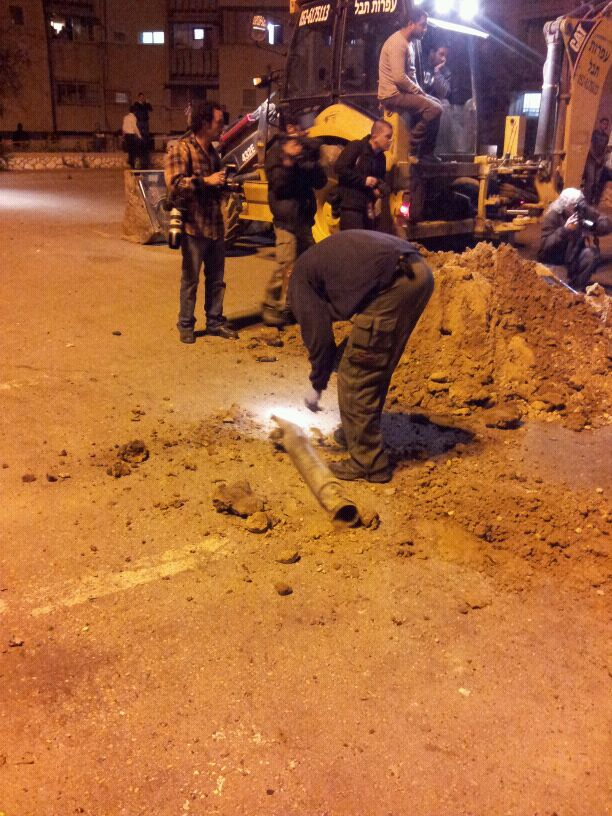
صاروخ أطلق من قطاع غزة أصاب نتيفوت.

رغم وقف إطلاق النار غير الرسمي، أطلق الفلسطينيون ما لا يقل عن 7 صواريخ و10 قذائف هاون على إسرائيل.
- قبل الصباح، انفجر صاروخ في شاعر النقب.[143]
- في الصباح، سقطت قذيفة هاون على حوف عسقلان.[144]
- في الصباح، انفجر صاروخ قسام في إشكول.[145]
- حوالي 10:30 م، تسببت قذيفة هاون أطلقت على حوف عسقلان في انطلاق صافرات الإنذار في المنطقة، لكن يرجح أنها سقطت داخل قطاع غزة.[146]
- قرب الظهيرة، أطلقت 6 قذائف هاون على إشكول.[147][148]
- حوالي 7 م، أطلق صاروخ قسام على حوف عسقلان.[149]
- حوالي 8 م، أطلقت قذيفة هاون على إشكول.[150]
- حوالي 11 م، انفجر صاروخ في موقف سيارات في نتيفوت، مما أدى لإصابة رجل يبلغ من العمر 40 سنة بشظايا، كما أصيب 20 شخصاً بصدمة، وتضررت عدة مركبات.[151][152]

14 مارس
حوالي 7 م، اعترضت القبة الحديدية صاروخ غراد أطلق على بئر السبع. سقط صاروخ آخر في حقل مكشوف. لم يتسبب أي من الصاروخين في أضرار أو إصابات. عقب الهجوم، أعلنت السلطات المحلية إغلاق المدارس في كل من أسدود وعسقلان وبئر السبع وكريات جات وكريات ملاخي وغان يفنه وبني شمعون في 15 مارس. كانت بعض المدارس مفتوحة في 14 مارس بعد مؤشرات على انتهاء التصعيد الأخير. ردت إسرائيل على الهجوم بغارات جوية على نفق تسلل وموقع إطلاق صواريخ.
15 مارس
أطلق الفلسطينيون وابلاً من الصواريخ على إسرائيل. وأشاد الأمين العام لحزب الله حسن نصر الله بالهجمات، حيث أشاد في حفل تخرج لحزب الله بحقيقةأن المقاومة تمكنت من إجبار مليون ونصف المليون إسرائيلي على البقاء في الملاجئ. تفاصيل الهجمات:
- في الصباح، أطلق الفلسطينيون قسام على سدوت النقب.[157]
- بعد ذلك بساعات، أطلق صاروخ غراد على بئر السبعواعترضته منظومة القبة الحديدية، ودوت صافرات الإنذار في المنطقة.[158]
- بعد الغروب، اعترضت القبة الحديدية صاروخ غراد أُطلق على أسدود، ودوت صفارات الإنذار في المنطقة.[159]
- عند حوالي 9 م، أطلق صاروخ على إشكول.[160]
- عند حوالي 9:30 م، انفجر صاروخ في حوف عسقلان.[161]

16 مارس
قبل الصباح، أطلق الفلسطينيون صاروخاً على إشكول.
19 مارس
في الصباح، أطلق الفلسطينيون صاروخاً على إشكول، دون وقوع إصابات أو أضرار.
20 مارس
في الصباح، أطلق الفلسطينيون صاروخاً على إشكول، دون وقوع إصابات أو أضرار.
21 مارس
في المساء، أطلق الفلسطينيون صاروخاً على إشكول. لاحقاً، أطلقت قذيفة هاون على شاعر النقب. أعقب ذلك بعد لحظات إطلاق قذيفة هاون ثانية على جنود الجيش الإسرائيلي قرب السياج الحدودي. ولم ترد أنباء عن إصابات أو أضرار نتيجة أي من هذه الهجمات.
29 مارس
في المساء، أطلق الفلسطينيون 3 قذائف هاون على إشكول، دون وقوع إصابات أو أضرار.

## أبريل
وفقاً للموجز الشهري لجهاز الأمن العام الإسرائيلي، أطلق الفلسطينيون 10 صواريخ في 9 هجمات منفصلة على إسرائيل خلال الشهر. أطلق صاروخين من هذه الصواريخ من سيناء في مصر.
4 أبريل
بعد الغروب، أطلق مسلحون مجهولون 3 صواريخ غراد من سيناء في مصر على مدينة إيلات الواقعة على ساحل البحر الأحمر. لم تقع إصابات بشرية أو أضرار مادية، إلا أن بعض السكان أصيبوا بصدمة.
7 أبريل
هاجمت مركبة جوية إسرائيلية مسلحين في قطاع غزة كانوا على وشك إطلاق صواريخ على إسرائيل، مما أدى لإصابة اثنين منهم.
8 أبريل
في الصباح، أطلق الفلسطينيون صاروخين قسام على سدوت النقب، دون وقوع إصابات أو أضرار.
في المساء، أطلق الفلسطينيون صاروخاً سديروت وسقط على منطقة مكشوفة، دون وقوع أضرار أو إصابات. وانطلقت صافرات الإنذار في المدينة.
14 أبريل
أعلنت كتائب أيمن جودة التابعة لحركة فتح أنها أطلقت صاروخاً على إسرائيل بعد الغروب. في المقابل، نفى الجيش الإسرائيلي سقوط صواريخ على إسرائيل في ذلك التوقيت.
15 أبريل
أطلق الفلسطينيون صواريخ قسام على شاعر النقب وحوف عسقلان. ولم تقع إصابات أو أضرار نتيجة أي من الهجومين.
22 أبريل
أطلق الفلسطينيون صاروخ قسام على شاعر النقب، دون وقوع إصابات أو أضرار.
23 أبريل
في الصباح، أطلق الفلسطينيون صاروخ قسام على شاعر النقب. لم تعمل صافرات الإنذار لأسباب غير معروفة. أطلق صاروخ ثانٍ على حوف عسقلان. ولم يتسبب أي من الهجومين في إصابات أو أضرار.
30 أبريل
بعد الغروب، أطلق الفلسطينيون صاروخ قسام على شاعر النقب، دون وقوع إصابات أو أضرار. وانطلقت صافرات الإنذار في المدن القريبة.

## مايو
1 مايو
أطلق الفلسطينيون صاروخ قسام على حوف عسقلان، دون وقوع إصابات أو أضرار. ردت إسرائيل بهجوم على نفق شمال قطاع غزة.
9 مايو
أطلق الفلسطينيون صاروخ قسام على سدوت النقب، دون وقوع إصابات أو أضرار.
15 مايو
في الصباح، أطلق الفلسطينيون صاروخ قسام على شاعر النقب، دون وقوع إصابات أو أضرار.

## يونيو
وفقاً للموجز الشهري لجهاز الأمن العام الإسرائيلي، أطلق الفلسطينيون 83 صاروخاً و 11 قذيفة هاون في 99 هجمة منفصلة خلال الشهر. كما تم الإعلان عن مقتل اثنين وإصابة 7 آخرين.
1 يونيو
أطلق الفلسطينيون صاروخين على إسرائيل، دون وقوع إصابات أو أضرار. تبع الهجوم حادثة منفصلة تسلل فيها الفلسطيني أحمد ناصر إلى إسرائيل وأطلق النار على جنود إسرائيليين، مما أدى إلى مقتل رئيس الرقباء في لواء جولاني نيتانيل موشياشفيلي البالغ 21 سنة، ومقتل المنفذ. ردت إسرائيل بغارات جوية على منشآت تابعة لحركة حماس وحركة الجهاد الإسلامي، مما أدى إلى مقتل مسلح وإصابة اثنين آخرين.
3 يونيو
أطلق الفلسطينيون صاروخ قسام على إشكول، دون وقوع إصابات أو أضرار.
5 يونيو
أطلق الفلسطينيون قذيفة هاون على إشكول، دون وقوع إصابات أو أضرار.
16 يونيو
أطلق صاروخ غراد 122 مم من شبه جزيرة سيناء أو الأردن وانفجر في منطقة في وادي عربة شمال إيلات.
17 يونيو
أطلق الفلسطينيون صواريخ على إسرائيل. ردت إسرائيل في اليوم التالي بغارات جوية على منشأة تصنيع أسلحة جنوب قطاع غزة وعلى ما وصفته إسرائيل ببؤرة نشاط إرهابي وسط القطاع. كما هاجمت مركبة جوية إسرائيلية دراجة نارية شمال قطاع غزة، مما أدى لمقتل اثنين من عناصر حركة الجهاد الإسلامي كانا خلف سلسلة من عمليات قنص على الحدود مع غزة. كما أدت غارات جوية إسرائيلية أخرى إلى مقتل اثنين آخرين من الفلسطينيين.
19 يونيو
أطلقت 10 صواريخ غراد وأكثر من 30 صاروخ قسام على إسرائيل، بعضها بواسطة حركة حماس. أصيب 4 أشخاص بشظايا نتيجة أحدالهجمات.
20 يونيو
أطلق ما تقديره 65 صاروخاً على جنوب إسرائيل. وأصاب أحد الصواريخ بشكل مباشر منزلاً في سدوت النقب.
21 يونيو
اطلقت 7 صواريخ على إشكول وعسقلان.
22 يونيو
انفجر صاروخين قسام أطلقا من شمال قطاع غزة في إشكول، دون وقوع إصابات أو أضرار.
23 يونيو
أطلق أكثر من 2 صاروخ على إسرائيل. أصيب شخص يبلغ 50 عاماً من نتيفوت عندما أصاب صاروخ قسام مصنعاُ في المنطقة الصناعية في سديروت.
25 يونيو
رغم التهدئة، أطلقت قذيفتي هاون من قطاع غزة على إسرائيل، لتسقط في إشكول.
26 يونيو
أطلق الفلسطينيون 4 صواريخ على إسرائيل، اعترضت منظومة القبة الحديدية اثنين منهما. وتضررت حظيرة دواجن.

## يوليو
وفقاً للموجز الشهري لجهاز الأمن العام الإسرائيلي، أطلق الفلسطينيون 18 صاروخ و9 قذائف هاون في 28 هجمة منفصلة خلال الشهر.
5 يوليو
في الصباح، أطلق الفلسطينيون صاروخ قسام على إشكول.
6 يوليو
في الصباح، أطلق الفلسطينيون صاروخ قسام على شاعر النقب، دون وقوع أضرار أو إصابات.
9 يوليو
في الظهيرة، سقط صاروخ قسام أطلق من قطاع غزة في إشكول.
16 يوليو
في الصباح، سقط صاروخ قسام أطلق من قطاع غزة في منطقة مكشوفة في شاعر النقب.
24 يوليو
في المساء، أطلق الفلسطينيون في قطاع غزة صاروخين على إسرائيل، اعترضت منظومة القبة الحديدية الدفاعية أحدهما فوق عسقلان، بينما سقط الآخر على منطقة مكشوفة في حوف عسقلان. لم تقع إصابات أو أضرار.
25 يوليو
أطلق صاروخ على حوف عسقلان، دون وقوع أضرار أو إصابات.
27 يوليو
أطلق الفلسطينيون مقذوفين على حقول زراعية في إشكول.
28 يوليو
انفجر صاروخان أطلقا من قطاع غزة في منطقة مكشوفة في إشكول، مما أدى إلى إصابة امرأة بجروح طفيفة أثناء توجهها إلى الملاجئ، ولم تقع إصابات أخرى أو أضرار مادية.

## أغسطس
وفقاً للموجز الشهري لجهاز الأمن العام الإسرائيلي، أطلق الفلسطينيون 21 صاروخاً و3 قذائف هاون على إسرائيل في 16 هجمة منفصلة خلال الشهر.
5 أغسطس
أصاب صاروخ قسام سديروت، دون وقوع إصابات.
6 أغسطس
أصاب صاروخ قسام حوف عسقلان، دون وقوع إصابات.
7 أغسطس
في السابعة صباحاً، أصاب صاروخ أطلق من قطاع غزة شاعر النقب.
8 أغسطس
أصاب صاروخ قسام إشكول، دون وقوع إصابات.
12 أغسطس
أصاب صاروخ قسام إشكول، دون وقوع إصابات.
16 أغسطس
سقط صاروخ أطلق من قطاع غزة فيحوف عسقلان، دون وقوع إصابات.
23 أغسطس
سقط صاروخ أطلق من قطاع غزة على ضواحي كيبوتس في إشكول
26 أغسطس
أصاب صاروخان سديروت، وأصاب ثالث شاعر النقب. أصيب شخصين بصدمة، وتضرر مصنعان. كما سقط صاروخ آخر في منطقة مكشوفة. أعلنت جمعية المجاهدين بيت المقدس التابعة لتنظيم القاعدة مسؤوليتها عن الهجوم.
27 أغسطس
مع بداية العام الدراسي الجديد، انفجر صاروخ قسام خارج سديروت في منطقة مكشوفة، دون وقوع أضرار. سقط صاروخ آخر في سديروت، وأصاب ثالث شاعر النقب.
28 أغسطس
أطلق صاروخان وقذيفة هاون على إشكول، وسقطوا في مناطق مكشوفة. ومثل الهجوم اليوم الثالث على التوالي لإطلاق الصواريخ من قطاع غزة. ردت إسرائيل بغارات جوية على منشأتين لتصنيع الأسلحة إلى جانب مستودع ذخائر شمال قطاع غزة. أعلن مجلس شورى المجاهدين في القدس مسؤوليته عن هجوم على عسقلان ب5 صواريخ غراد. أطلقت قذيفتي هاون أخريين في المساء، دون وقوع أضرار أو إصابات.
31 أغسطس
انفجر صاروخ في سديروت وأصاب منزلاً بشكل مباشر، مما أدى لتضرره. أصيبت امرأة بتفاعل حاد للكرب وتلقت العلاج. انفجر صاروخ آخر في منطقة مكشوفة في شاعر النقب.

## سبتمبر
وفقاً للموجز الشهري لجهاز الأمن العام الإسرائيلي، أطلق الفلسطينيون 17 صاروخاً و8 قذائف هاون على إسرائيل في 25 هجمة منفصلة خلال الشهر.
1 سبتمبر
في المساء، أطلق الفلسطينيون عدة صواريخ على إسرائيل، لتسقط في مناطق مكشوفة في حوف عسقلان.
2 سبتمبر
أطلق صاروخين غراد من شمال قطاع غزة، انفجر أحدهما في حقل مغلق في شاعر النقب بعد تجاوزه نتيفوت.
4 سبتمبر
في الساعة 21:35 سقط صاروخ قرب إشكول.
6 سبتمبر
- في 5:40 ص، سقط صاروخان قرب نتيفوت وسدوت النقب.[240]
- في 17:47، سقط صاروخ قرب إشكول.[241]

7 سبتمبر
في 6:20 ص، سقط صاروخان قرب نتيفوت.
9 سبتمبر
- بعد الثانية صباحاً بقليل، أطلق صاروخ غراد على بئر السبع، لينفجر في منطقة مكشوفة.[243]
- أطلق صاروخ غراد بعيد الهجوم السابق وأصاب منزلين في نتيفوت، مسبباً أضراراً بليغة للمبنيين. أصاب الصاروخ أحد المنزلين بشكل مباشر، رغم أنه كان خالياً، بينما تضرر المنزل الآخر بالشظايا، ونجا سكانه باتخاذهم الحمام ملجأ.[244] جُرح عدة مدنيين، وأصيب 4 أشخاص بصدمة. أعلنت السلطات في بئر السبع وأسدود إلغاء المدارس في اليوم التالي.[244][245]

11 سبتمبر
- في 17:07، أصاب صاروخ قسام حوف عسقلان.[246]
- في 18:56، أصاب صاروخ قسام حوف عسقلان.[247]
- في 21:48، أصاب صاروخين قسام شاعر النقب.[248]

14 سبتمبر
أصاب صاروخين قسام حوف عسقلان.
28 سبتمبر
في 21:50، أصابت قذيفة هاون إشكول.

## أكتوبر
وفقاً للموجز الشهري لجهاز الأمن العام الإسرائيلي، أطلق الفلسطينيون 116 صاروخاً و55 قذيفة هاون على إسرائيل في 92 هجمة منفصلة.
في أواخر أكتوبر، بدأ عمدة سديروت ديفيد بوسكيلا إضراباً عن الطعام خارج مكتب رئيس الوزراء الإسرائيلي بنيامين نتنياهو، معترضاً على ما وصفه بقلة اهتمام الحكومة بالمدن الإسرائيلية التي تعاني من الهجمات الصاروخية ومطالباً الحكومة بالتدخل في القضية. بعد 5 أيام من الإضراب عن الطعام، وافقت الحكومة الإسرائيلية على خطة بقيمة 270 مليون شيكل لزيادة التحصينات لكل المدن الإسرائيلية الواقعة ضمن 4.5–7 كم من قطاع غزة. وفسر نتنياهو ذلك بأنه سيجلب الأمن لسكان الجنوب، وأنه شيء كان يطالب به سكان الجنوب منذ وقت طويل.
1 أكتوبر
بحسب شرطة إسرائيل، أطلق الفلسطينيون صاروخاً على إسرائيل، دون وقوع إصابات أو أضرار.
4 أكتوبر
في المساء، بحسب متحدث باسم الجيش الإسرائيلي، أطلق الفلسطينيون صاروخ قسام على عسقلان.
8 أكتوبر
صباح عطلة عيد شميني عتسيريت اليهودي، أطلقت حركة حماس وحركة الجهاد الإسلامي إلى جانب جماعات مسلحة أخرى أكثر من 50 صاروخاً. سقطت إحدى الصواريخ على حديقة حيوانات أليفة في إشكول، مما أدى إلى مقتل ماعزين وإصابة 9 آخرين، وكانت الحديقة خالية من الزائرين لأنه كان يوم عطلة. تم توجيه السكان في إشكول بالبقاء في الملاجئ لعدة ساعات. كانت هذه المرة الأولى منذ يونيو التي تعلن فيها حماس مسؤوليتها عن هجمات صاروخية على إسرائيل. وقالت الحركة أن الهجوم جاء انتقاماً ضد الجرائم الصهيونية، في إشارة إلى غارة جوية إسرائيلية في اليوم السابق على مسلحين فلسطينيين أدت إلى مقتل عبد الله محمد حسن مقاوي عضو مجلس شورى المجاهدين وإصابة 11 آخرين.
9 أكتوبر
أطلق الفلسطينيون 6 صواريخ على إسرائيل، دون وقوع إصابات أو أضرار نتيجة أي من الهجمات
- عند حوالي السادسة صباحاً، أطلق صاروخ على إشكول.[258]
- في الظهيرة، أطلق صاروخ قسام على شاعر النقب.[259]
- بعد الغروب، سقط صاروخين قسام خارج سديروت، وسقطت 3 صواريخ غراد خارج نتيفوت.[258][260]

ردت إسرائيل بغارة جوية على نفق تسلل شمال قطاع غزة.
10 أكتوبر
في الصباح، أطلق الفلسطينيون صاروخاً على إشكول. وانفجر صاروخ آخر في منطقة مكشوفة في نتيفوت. في المساء، أطلق صاروخ غراد على نتيفوت. ولم تقع إصابات أو أضرار في أي من الهجمات. ردت إسرائيل بغارة جوية على معسكر تدريبي تابع لحركة حماس، دون وقوع إصابات.
12 أكتوبر
عند حوالي 19:30، أطلق فلسطينيون تابعون لمجلس شورى المجاهدين صاروخ غراد على نتيفوت، وانفجر في فناء منزل، واخترقت شظاياه حوائط المنزل وغرفة الأطفال. رغم عدم وقوع إصابات جسدية، إلا أن اثنين قد تلقيا العلاج من تفاعل حاد للكرب. ردت إسرائيل بغارة جوية على اثنين من مسلحي مجلس شورى المجاهدين وهما يستقلان دراجة نارية، مما أدى إلى مقتل أحدهما وإصابة الآخر.
14 أكتوبر
أطلق الفلسطينيون صاروخين على إشكول، دون وقوع إصابات أو أضرار. في حادث منفصل، استهدفت القوات الإسرائيلية مسلحين فلسطينيين أثناء تجهيزهم لإطلاق صواريخ على إسرائيل، مما أدى إلى مقتل واحد وإصابة آخر.
16 أكتوبر
أطلق الفلسطينيون صاروخاً سقط قرب منزل في حوف عسقلان، مما أدى لتضرر المبنى وتلقى اثنين العلاج من تفاعل حاد للكرب. سقط صاروخ ثانٍ في منطقة مفتوحة في لاخيش. وتم حث السكان المحليين على البقاء قريبين من الملاجئ. جاءت الهجمات بعد تهديد ضد إسرائيل من أنصار بيت المقدس. ردت إسرائيل بغارة جوية على قاعدة لكتائب الشهيد عز الدين القسام، الجناح العسكري لحركة حماس، دون وقوع إصابات.
17 أكتوبر
أطلق الفلسطينيون ما لا يقل عن 7 صواريخ على جنوب إسرائيل، أصاب أحدها روضة أطفال، مما أدى إلى تضرر المبنى، إلا أنه كان خالياً وقت سقوط الصاروخ ولم يتسبب في إصابات. وسقطت الصواريخ الأخرى في مناطق مكشوفة. في المقابل قصفت إسرائيل مصدر الصواريخ وأصاب بعض المسلحين.
18 أكتوبر
أطلق الفلسطينيون صاروخاً على إشكول، دون وقوع إصابات أو أضرار.
22 أكتوبر
أطلق الفلسطينيون 7 صواريخ على شاعر النقب وحوف عسقلان، دون وقوع إصابات أو أضرار. في حادثتين منفصلتين، نفذت إسرائيل غارات جوية على فلسطينيين كانوا يجهزون إطلاق صواريخ على إسرائيل، مما أدى لمقتل اثنين من عناصر لجان المقاومة الشعبية.
23 أكتوبر
أطلق الفلسطينيون 3 صواريخ على إشكول، دون وقوع إصابات أو أضرار.
24 أكتوبر
أطلق المقاتلون الفلسطينيون ما لا يقل عن 80 صاروخاً وقذيفة هاون على إسرائيل؛ سقط معظمها على إشكول ولاخيش وحوف عسقلان، وتسببت في إصابة 5 أشخاص، اثنان منهما في حالة حرجة، كما ورت أنباء عن تضرر أحد المنازل. اعترضت منظومة القبة الحديدية الدفاعية 8 صواريخ على الأقل. ألغت بلديات جنوب إسرائيل المدارس. أعلنت حركة حماس مسؤوليتها عن الهجمات. أدت غارات جوية إسرائيلية على تشكيلات إطلاق صواريخ إلى مقتل 4 من مسلحي حماس خلال اليوم.
25 أكتوبر
رغم وقف إطلاق نار غير رسمي، أطلق الفلسطينيون قذيفة هاون على إشكول، دون وقوع إصابات أو أضرار.
28 أكتوبر
خلال المساء، أطلق الفلسطينيون صاروخين قسام على إشكول. في الصباح، انفجر صاروخ قسام ثالث وصاروخين غراد قرب بئر السبع. أعلنت لجان المقاومة الشعبية مسؤوليتها عن الهجمات. وأغلقت بلدية بئر السبع المدارس. في الظهيرة، سقط صاروخ آخر قرب عسقلان.
29 أكتوبر
على مدار اليوم، أطلق الفلسطينيون 20 صاروخاً وقذيفة هاون على سديروت وحوف عسقلان. وتم تحذير سكان هذه المدن بالبقاء خلال 15 ثانية في غرف آمنة ومحصنة للحماية في حالة سقوط صواريخ.
30 أكتوبر
في 7:44 صباحاً، أصاب صاروخ ضواحي ديمونا دون وقوع إصابات أو أضرار. كانت هذه المرة الأولى التي استخدم فيها صاروخ بمدى 45 كم.
31 أكتوبر
في الصباح، أطلق الفلسطينيون صاروخين قسام على إشكول، وانفجر أحدهما في منطقة مكشوفة في أحد المدن، دون وقوع إصابات أو أضرار.

## نوفمبر
وفقاً للموجز الشهري لجهاز الأمن العام الإسرائيلي، أطلق الفلسطينيون 1734 صاروخاً و83 قذيفة هاون على إسرائيل في 633 هجمة منفصلة خلال الشهر.

### ما قبل الحرب على غزة
4 نوفمبر
أطلق الفلسطينيون صاروخ قسام على إسرائيل، دون وقوع إصابات أو أضرار.
6 نوفمبر
عقب إطلاق النار المؤدي لمقتل فلسطيني من غزة حاول عبور الحدود مع إسرائيل اليوم السابق، في 10:20 ص، أطلق الفلسطينيون صاروخاً على إشكول، دون وقوع إصابات أو أضرار.
9 نوفمبر
عقب الاقتحام الإسرائيلي لبلدة عبسان شرق خان يونس ومقتل صبي فلسطيني كان يبلغ من العمر 13 عاماً برصاص إسرائيلي اليوم السابق، أطلق الفلسطينيون صاروخين قسام على إشكول، دون وقوع إصابات أو أضرار.
10 نوفمبر
أطلق الفلسطينيون صاروخاً مضاداً للدبابات على جيب عسكري إسرائيلي على الحدود، مما أدى إلى إصابة 4 جنود. ردت قوات الجيش الإسرائيلي بنيران الدبابات، مما أدى إلى مقتل 4 فلسطينيين في ملعب كرة قدم أعمارهم 16، 17، 18 و19، وإصابة 38 آخرين. وتسببت غارات جوية إسرائيلية لاحقة في مقتل اثنين من المسلحين الفلسطينيين.
أطلق الفلسطينيون 25 صاروخاً على عسقلان وأسدود وغان يفنه وبلدات أخرى. واعترضت منظومة القبة الحديدية المضادة للصواريخ صاروخاً واحداً على الأقل استهدف أسدود.
دمرت الغارات الجوية الإسرائيلية أهدافاً فلسطينية زعم الجيش الإسرائيلي أنها كانت تستخدم لأغراض عسكرية، من ضمنها خزان مياه ومكتب شركة كهرباء ومصنع طوب وورشة حدادة ومصنع خرسانة ومزرعة دواجن ومتجر زراعي، مما أدى إلى إصابة 13 مدني فلسطيني وتضرر العديد من المنازل.
11 نوفمبر
أطلق الفلسطينيون ما يزيد عن 100 صاروخ وقذيفة هاون على المدن الإسرائيلية. تسبب وابل من الصواريخ على سديروت صباحاً في إصابة 3 أشخاص أثناء ذهابهم إلى العمل، أصيب أحدهم بجروح متوسطة بشظايا وزجاج سيارته الأمامي الذي انفجر في وجهه، كما أصيب شخص رابع أثناء توجهه إلى الملاجئ، وتلقى 5 آخرون العلاج من تفاعل حاد للكرب. تضرر منزلان، أحدهما في سديروت والآخر في إشكول بإصابة مباشرة بالصواريخ. وأوضح سفير الولايات المتحدة لدى إسرائيل دانيال بي. شابيرو أن دولته تدعم حق إسرائيل في الدفاع عن نفسها ومواطنيها من هذه الهجمات.
12 نوفمبر
بعد ليلة هادئة نسبياً، أطلق مسلحون فلسطينيون 9 صواريخ على جنوب إسرائيل، استهدفت 7 منها النقب، بينما استهدف صاروخان عسقلان.

### الحرب على غزة
أطلق ما يزيد عن 1,456 صاروخاً في الفترة بين 14 و21 نوفمبر. واستهدفت صواريخ القدس للمرة الأولى وتل أبيب للمرة الأولى منذ حرب الخليج الثانية.
14 نوفمبر
بعد اغتيال إسرائيل لأحمد الجعبري، نائب قائد كتائب الشهيد عز الدين القسام الجناح العسكري لحركة حماس، أطلق الفلسطينيون 87 صاروخاً على الأراضي الإسرائيلية. وللمرة الأولى، استهدف صاروخ غراد مفاعل ديمونا. أطلق 17 صاروخ غراد على بئر السبع، أصاب أحدها متجراً بشكل مباشر، مما تسبب في إصابة امرأة، وانفجر آخر في سيارة، مما أدى لاحتراقها. وتضررت عدة مبانٍ أخرى حسب ما ورد. استهدفت صواريخ أخرى عسقلان وإشكول. اعترض نظام القبة الحديدية الدفاعي حوالي 15 صاروخاً. وناشدت السلطات الإسرائيلية السكان في مدى الصواريخ بالبقاء على بعد 15 ثانية من الملاجئ طوال الوقت. وألغت بلديات المنطقة، بما فيها بلديات بئر السبع وأسدود وعسقلان، المدارس في اليوم التالي.
15 نوفمبر

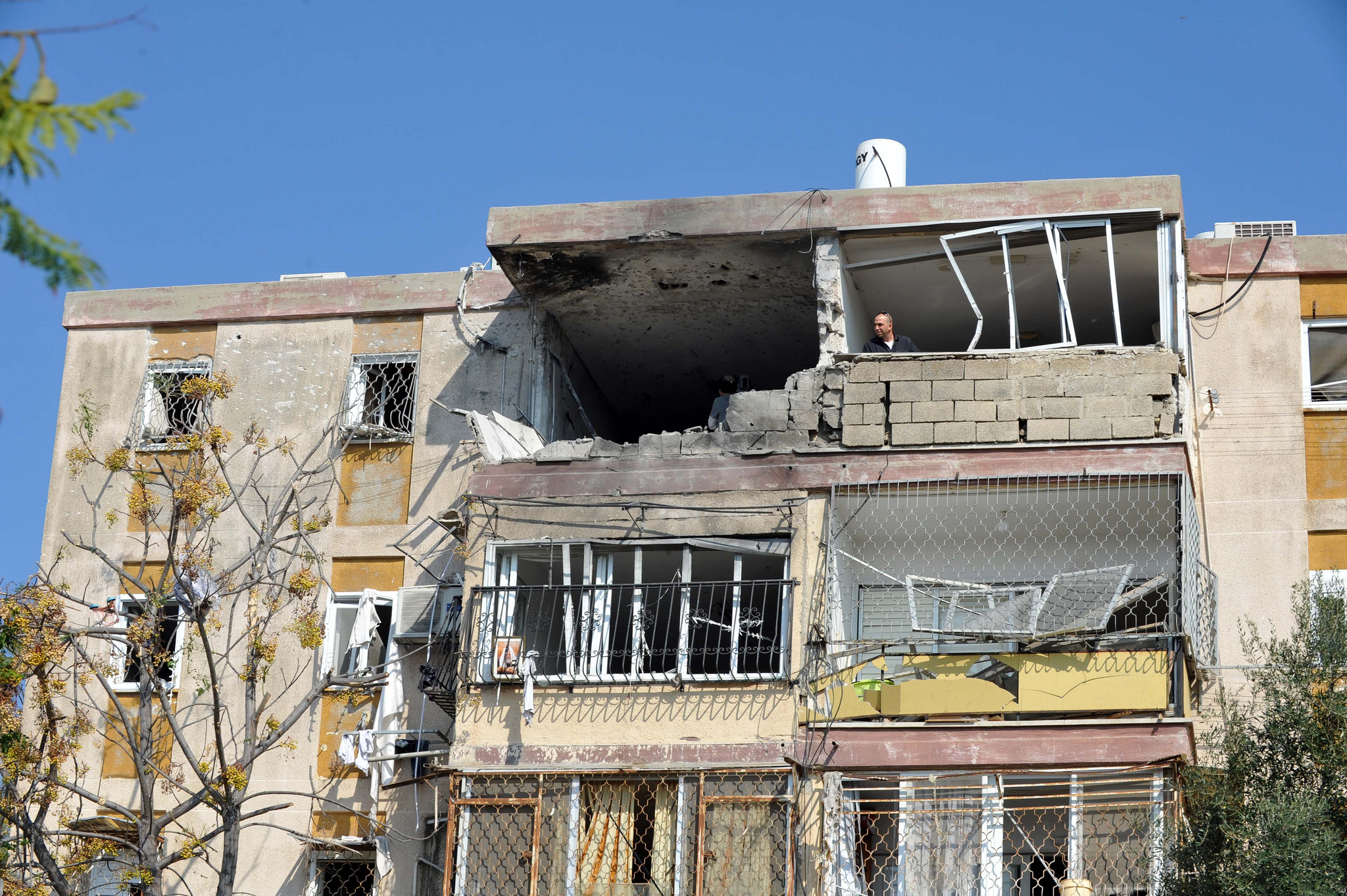
المبنى الذي تعرض للهجوم في كريات ملاخي.

أغلقت كل المدارس الواقعة في نطاق 40 كم من قطاع غزة، وأصيب 13 إسرائيلياً خلال الليل. أصاب صاروخ مبنى مكوناً من 4 طوابق في كريات ملاخي، مما تسبب في مقتل 3 مدنيين، رجلين وامرأة حامل. كما أصيب 5 آخرون في نفس الهجوم، من بينهم طفل ورضيع. إلى جانب ذلك، تعرض منزل في أسدود ومدرسة في أوفاكيم للقصف بالصواريخ.
سقط صاروخان فجر في ضواحي تل أبيب، دون وقوع إصابات. كانت هذه هي المرة الأولى التي تُستهدف فيها غوش دان بالصواريخ منذ حرب الخليج الثانية.
16 نوفمبر
أطلق فلسطينيون صاروخاً استهدف جوش عتصيون، وانطلقت صفارات الإنذار في القدس. وأصاب صاروخ منزلا في أسدود مما أسفر عن إصابة 5 مدنيين إسرائيليين. وحتى مساء يوم 16 نوفمبر، أُطلق حوالي 500 صاروخ من قطاع غزة، 327 منها على جنوب إسرائيل، واعترضت القبة الحديدية 184 من هذه الصواريخ.
17 نوفمبر

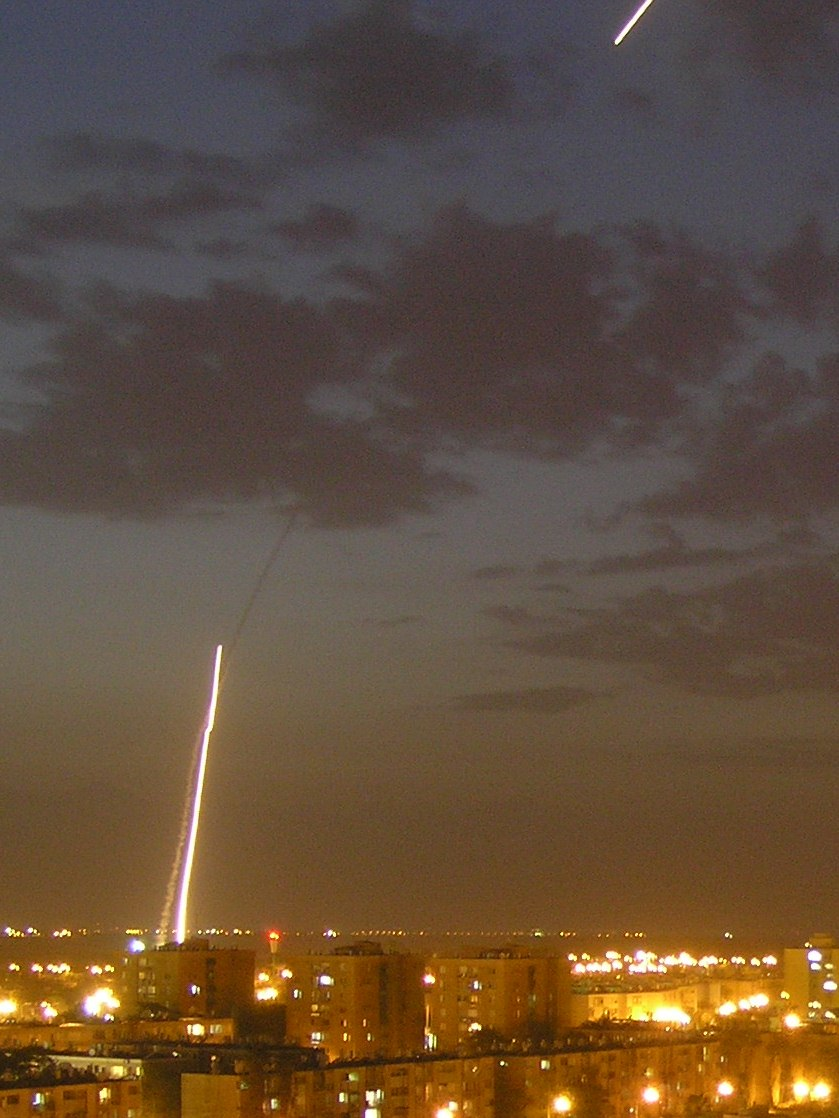
القبة الحديدية تعترض صاروخاً

أُطلق أكثر من 70 صاروخاً على جنوب إسرائيل. ووفقا لنجمة داوود الحمراء أصابت الهجمات الصاروخية الفلسطينية 16 إسرائيلياً، وعولج 20 إسرائيليا من الصدمة. واعترضت القبة الحديدية صاروخين فجر استهدفا تل أبيب، كما سقط صاروخان خارج القدس. وأصيب منزل في أسدود بشكل مباشر، مما أسفر عن إصابة 5 مدنيين إسرائيليين. وأطلق صاروخان على ريشون لتسيون وألحقت القذائف أضرارًا بمنازل في إشكول وبئر طوفيا. وسقط صاروخ بالقرب من قرية فلسطينية في الضفة الغربية متسبباً في أضرار مادية.
18 نوفمبر
- أُطلقت صواريخ من قطاع غزة نحو تل أبيب،[321] واعترضتها القبة الحديدية.[322] وأعلنت كتائب الشهيد عز الدين القسام مسؤوليتها عن الهجوم.
- أطلقت عدة صواريخ على جنوب إسرائيل، أصاب أحدها مبنى في عسقلان، مما أدى إلى إصابة شخصين. واعترضت القبة الحديدية صاروخين آخرين أطلقا على المدينة.[323]
- أصيب عامل إنقاذ في العشرينات من عمره بجروح خطيرة جراء سقوط صاروخ على شاعر النقب.[324][325]
- سقطت 3 صواريخ على بئر السبع ومنزل في سديروت.[326][327]
- أصاب صاروخان أسدود بعد أن تعرضت للقصف بوابل من الصواريخ.[328][329]
- في أوفاكيم، سقط صاروخ على سيارة مما أدى إلى إصابة 5 أشخاص بينهم زوجان وابنتهم البالغة من العمر عامين، [325] كما أصيبت امرأة مسنة بشظايا صاروخ سقط على مبنى في المدينة.[330]
- سقطت 3 صواريخ في إشكول.[331]

19 نوفمبر
أُطلق أكثر من 135 صاروخًا من قطاع غزة على جنوب إسرائيل. تفاصيل بعض الأحداث:
- دوت صافرات الإنذار مع إطلاق عدة صواريخ على عسقلان، اعترض معظمها إلا أن صاروخين أصابا منزلاً وفناء، وأصاب آخر ساحة انتظار مدرسة، وعولج 3 أشخاص من الصدمة.
- اعترضت 7 صواريخ أطلقت نحو عسقلان وأسدود، وصاروخ آخر أطلق نحو بئر السبع.
- أصيب رجل يبلغ 63 عاماً بشظايا في بني شمعون.
- صارت سديروت وإشكول تحت القصف، وسقطت صواريخ بالقرب من شاعر النقب.
- أصيبت امرأة بقذيفة هاون في إشكول،[333][334] وبُث ذلك على الهواء مباشرة على قناة الجزيرة الإنجليزية أثناء حديث أحد المراسلين.[335]
- ضرب وابل من الصواريخ مدينتي أسدود وغان يفنه.[336][337]
- في وقت لاحق من اليوم، تعرضت مدرسة ثانية لصاروخ أتلف مبانيها بعد وابل من الصواريخ التي استهدفت عسقلان في المساء.[333][338][339]
- انفجرت صواريخ بالقرب من أوفاكيم.[340]

على مدار اليوم، عالج المسعفون الإسرائيليون 16 ضحية، مما رفع عدد الجرحى منذ بداية الحرب إلى أكثر من 252 شخص في الجانب الإسرائيلي، بحسب نجمة داوود الحمراء.
20 نوفمبر

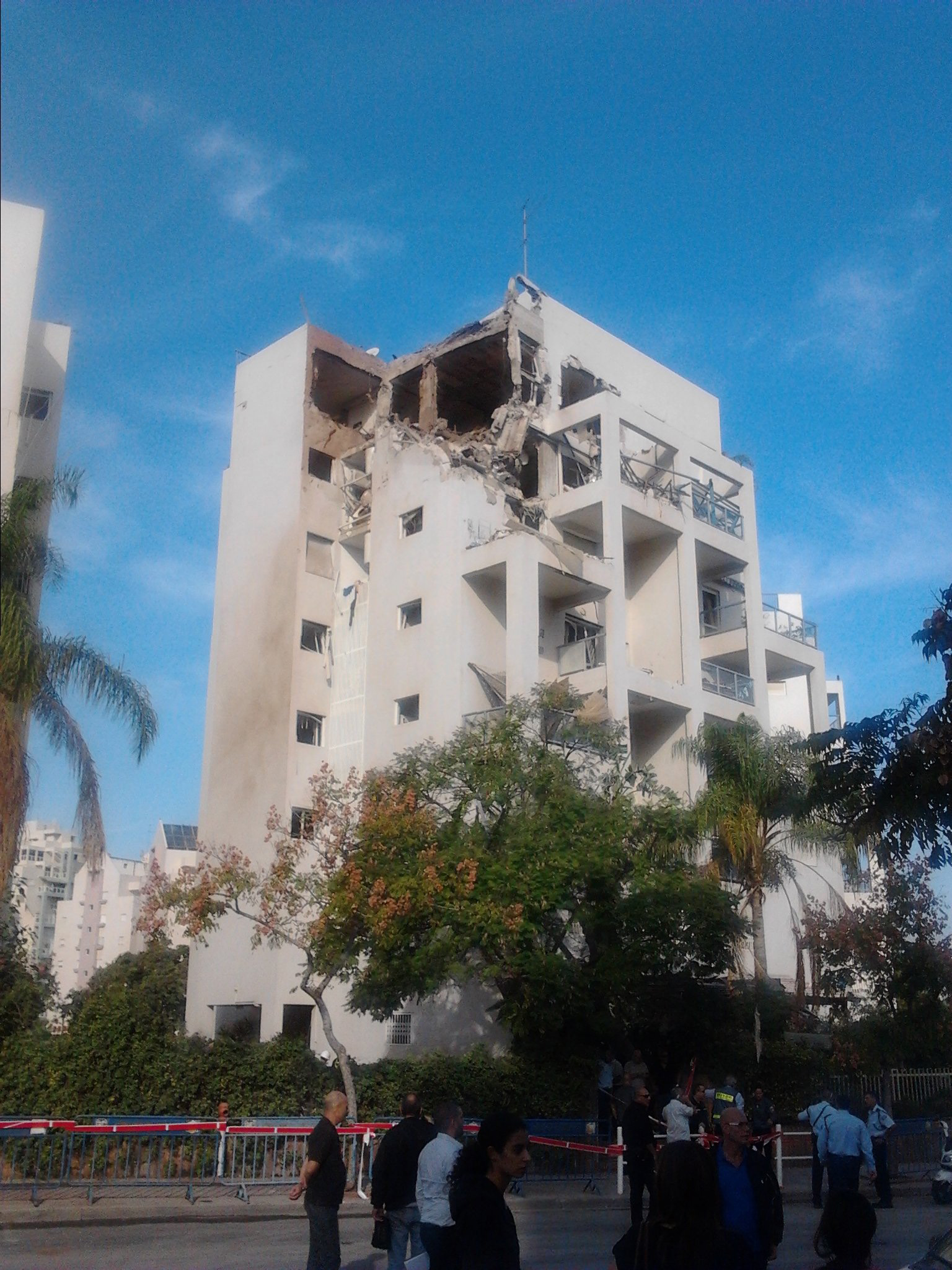
المبنى المتضرر بالصواريخ الفلسطينية في ريشون لتسيون

أُطلق أكثر من 80 صاروخًا على جنوب إسرائيل. تفاصيل بعض الأحداث:
- قُتل مواطن بدوي إسرائيلي جراء إطلاق صواريخ فلسطينية على قرية بدوية في النقب.[343]
- أطلق الفلسطينيون 18 صاروخاً على بئر السبع، اعترضت القبة الحديدية 9 صواريخ على الأقل منها، بينما سقط 3 في المدينة، وسقط أحدما بالقرب من حافلة أصيبت بشظايا، وألحق آخر أضرارًا بسيارة، وسقط الثالث في ملعب كرة قدم.
- أطلقت قذائف صاروخية نحو عسقلان،اُعتُرض أحدهما وسقط آخر في منطقة مكشوفة.
- نقل مركز برزيلاي الطبي في بئر السبع غرفة الطوارئ الخاصة به إلى القبو المحصن بعد سقوط شظايا صاروخ بالقرب من جناح الأمومة بالمستشفى.
- أطلقت صواريخ على أوفاكيم.[344][345]
- للمرة الثانية، انطلقت صفارات الإنذار في القدس، وأطلق صاروخان باتجاه المدينة، لكنهما سقطا في منطقة مكشوفة في بالضفة الغربية بين قريتين فلسطينيتين.[342][346][347]
- سقطت عشرات الصواريخ على كريات ملاخي وسديروت وأسدود.[346]
- أطلق 13 صاروخا على إشكول، ما أسفر عن مقتل جندي إسرائيلي في محيط غزة ومدني إسرائيلي.[348][349]
- في وقت لاحق من اليوم، سقط صاروخ على إشكول مما أدى إلى إصابة 5 أشخاص.[350]
- ضرب صاروخ مبنى من 6 طوابق في ريشون لتسيون مما أدى إلى إصابة 4 أشخاص.[351][352]

21 نوفمبر
أُطلق 116 صاروخا من غزة على إسرائيل. تفاصيل بعض الأحداث:
- أصيب 7 أشخاص إثر سقوط صاروخ على إشكول.[354]
- أُطلق وابل من الصواريخ على سدوت النقب.[355]
- سقط صاروخان على حوف عسقلان وشاعر النقب.[356]
- أطلقت عدة صواريخ على بئر السبع، أصاب أحدها منزلاً.
- استهدف صاروخان حوف عسقلان[357]
- سقط صاروخ على مبنى في نتيفوت،مما أدى إلى إصابة شخص.[358]
- انفجر صاروخ بالقرب من مبنى في أسدود.[359]
- سقط صاروخان في منطقة بئر طوفيا، مما أدى إلى تضرر مبنى وإصابة امرأة.[360]

في نفس اليوم تم إعلان التوصل لاتفاق لوقف إطلاق النار بوساطة مصرية.
إلا أنه بعد ساعة من إعلان التهدئة، أطلق 12 صاروخاً على إسرائيل من غزة.
واستمر إطلاق الصواريخ حتى 23:00، بحصيلة إطلاق 13 صاروخاً بحد أدنى بعد إعلان وقف إطلاق النار.
22 نوفمبر
وردت أنباء بأنه في الساعة 10:06 سقط صاروخ تسبب في إطلاق صافرات الإنذار في حوف عسقلان داخل قطاع غزة.

## ديسمبر
23 ديسمبر
في المساء، أطلق الفلسطينيون صاروخاً لكنه سقط على الأرجح داخل قطاع غزة.